# Unterseeboot 121 (1940)
Pour les articles homonymes, voir Unterseeboot 121.
Le Unterseeboot 121 (ou U-121) est un sous-marin allemand (U-Boot) de type II.B utilisé par la Kriegsmarine pendant la Seconde Guerre mondiale.

## Historique
L'Unterseeboot 121 est l'un des deux U-Boote de type II construits dans les chantiers Flender Werke à Lübeck. Comme son Sister-ship l'U-120 (également construit à Lübeck), il est prévu pour l'exportation vers la Chine.
Le gouvernement nationaliste chinois passe une commande de 10 millions de reichsmarks pour deux sous-marins de type II.B en 1937. Il envoie également 80 hommes en Allemagne pour leur formation aux manœuvres sous-marines. Le gouvernement japonais, en guerre contre la Chine, se plaint de cette transaction. La commande est annulée et les chinois, remboursés.
L'irruption de la Seconde Guerre mondiale en Europe et l'augmentation des besoins en formation de l'U-Bootwaffe conduit le haut commandement allemand de la Kriegsmarine à s'attribuer ces deux sous-marins sous les appellations l'U-120 et l'U-121.
Dépassé technologiquement lors de son lancement, l'U-121 sert uniquement de navire-école. À ce titre, il n’a jamais pris part à une patrouille ni à un combat.
La reddition de l’Allemagne approchant, il est sabordé par son équipage le 2 mai 1945 répondant à l’ordre donné par l’Amiral Dönitz pour l’opération Regenbogen. Il est renfloué en 1950, puis démoli.

## Affectations successives
- U-Bootschulflottille du 28 mai 1940 au 30 juin 1940
- 21. Unterseebootsflottille du 1er juillet 1940 au 25 mars 1942
- 24. Unterseebootsflottille du 26 mars 1942 au 15 mai 1942
- 21. Unterseebootsflottille du 16 mai 1942 au 16 mai 1945
- 31. Unterseebootsflottille du 17 mars 1945 au 2 mai 1945

## Commandement
- Kapitänleutnant  Karl-Ernst Schroeter du 28 mai 1940 au 30 mars 1941
- Otto Harms d'octobre 1940 au 5 novembre 1940
- Oberleutnant zur See Adalbert Schnee du 6 novembre 1940 au 27 novembre 1940
- Oberleutnant zur See Freiherr Egon Reiner von Schlippenbach  du 31 mars 1941 au 8 juillet 1941
- Kapitänleutnant  Gert Hetschko du 9 juillet 1941 au 25 mars 1942
- Ernst von Witzendorff  du 26 mars 1942 au 19 avril 1942
- Leutnant zur See Otto Westphalen du 26 mars 1942 au 19 avril 1942
- Otto Hübschen (par délégation) de septembre 1942 à décembre 1942
- Oberleutnant zur See  Ewald Hülsenbeck  du 9 février 1943 au 22 février 1944
- Oberleutnant zur See Friedrich Horst du 23 février 1944 au 2 mai 1945

Nota: Les noms de commandants sans indication de grade signifie que leur grade n'est pas connu avec certitude à notre époque à la date de la prise de commandement.

## Navires coulés
Ce sous-marin n’a pris part à aucune patrouille et combat. Il n’a par conséquent aucun navire coulé ou endommagé à son actif.

### Sources
- (en) Cet article est partiellement ou en totalité issu de l’article de Wikipédia en anglais intitulé « German submarine U-121 (1940) » (voir la liste des auteurs).
- (en) Clay Blair, Hitler's U-boat war, New York, Random House, 1996, 1re éd., v. 1: The hunters, 1939-1942  v.2: The hunted, 1942-1945 (ISBN 978-0-394-58839-1 et 978-0-679-45742-8, OCLC 34149855)